# N98 (Nederland)
De N98 was volgens de wegnummering 1957 de Nederlandse weg van Kruiningen naar de Belgische grens. De weg liep volledig over de toenmalige Rijksweg 60.
In 1957 werd het E-wegenstelsel ingevoerd in een aantal landen in West-Europa, waaronder Nederland. Niet alle belangrijke wegen kregen een Europees E-nummer. De belangrijke wegen zonder E-nummer kregen een nationaal N-nummer. Hiervoor werd de serie N89-N99 gebruikt om ervoor te zorgen dat de nummers niet overlapten met de (toen nog slechts administratieve) rijkswegnummers die van 1 tot en met 82 liepen.
Zo kreeg de weg van Kruiningen via Perkpolder en Hulst naar België het nummer N98. In Kruiningen sloot de N98 aan op de N97 tussen Bergen op Zoom en Goes. 
De N-nummering was geen groot succes. In 1978 werd de nieuwe N-nummering ingevoerd. Daarbij kreeg de N98 het nummer N60. In 2003 werd de veerdienst Kruiningen-Perkpolder opgeheven. De N60 werd toen overgedragen aan de provincie Zeeland. De voormalige N98 heet sindsdien N689 en N290.
 ·  ·  ·  ·  ·  ·  ·  ·  ·  · 